# P. K. 수밴
P. K. 수밴(영어: P. K. Subban)으로 잘 알려진 퍼넬칼 실베스터 수밴 MSC(영어: Pernell-Karl Sylvester Subban MSC, 영어 발음: /ˈsubæn/, 1989년 5월 13일~)은 캐나다의 아이스하키인으로 현역 시절 수비수로 활동했다. 2009년부터 2022년까지 총 13시즌 동안 내셔널 하키 리그(NHL)의 카나디앵 드 몽레알, 내슈빌 프레더터스, 뉴저지 데블스 소속으로 뛰었다.
2008년과 2009년 세계 주니어 선수권 대회에서 금메달을 획득했으며, 2014년 동계 올림픽에서 캐나다 국가대표팀 소속으로 금메달을 획득했다.
은퇴 후에는 ESPN 소속 NHL 분석가와 유튜버로 활동하고 있다.